# Therasia valeria
Therasia valeria är en snäckart som beskrevs av Hutton 1883. Therasia valeria ingår i släktet Therasia och familjen Charopidae. Inga underarter finns listade i Catalogue of Life.